# Michael (песня)
Michael — песня группы Franz Ferdinand и четвёртый сингл с их дебютного альбома с одноименным названием. Песня отличилась гомоэротическим текстом, таким как «щетина на моих липких губах» (англ. stubble on my sticky lips) и «красивые мальчики на красивом танцполе» (англ. beautiful boys on a beautiful dancefloor).
Вокалист Алекс Капранос заявил в интервью британскому журналу Boyz, что эта песня была написана о двух его друзьях: «Однажды ночью мы с группой пошли с нашими друзьями из Глазго на сумасшедшую дискотеку Disco X. Это была очень развратная ночь и те наши два друга прошли её вместе по очень сексуальному пути.»
Песня была выпущена как сингл в Великобритании 16 августа 2004 года. Группа обычно исполняет несколько иную версию этой песни на концертах, в первую очередь финальное «Приди и потанцуй со мной» (англ. Come and dance with me) заменено на более рискованное «Come All Over Me» (это альтернативная строка была в первоначальном наброске текста, но её вычеркнули) Кроме того, строку «щетина на моих липких губах» (англ. stubble on my sticky lips) иногда заменяют словами «щетина на моих липких бедрах» (англ. stubble on my sticky hips).
Композиция включена в саундтрек игры Gran Turismo 4 для Playstation 2.
На песню снят клип.
Песня содержит тайное послание; на интервале от 1:35 до 1:39 говорится: «Она беспокоится о тебе, позвони своей матери» англ. She's worried about you, call your mother, если проиграть в обратном направлении. По данным franzferdinand.net, басист Боб Харди беспокоился по поводу звонка домой маме, так что группа добавила инвертированную строку в качестве почтения. Но Боб Харди сказал, что он не знал об этой строчке, и думал, что это просто положительное послание в треке.
Альтернативный вариант песни был записан дуэтом с Катрионой Шоу из группы Queen of Japan в мае 2004 года в Гамбурге. Этот вариант первоначально и предназначался для выпуска в качестве сингла. Без изменения текста, переработанный трек должен был принять точки зрения интересов любви мужчины и женщины, которые борются за любовь Майкла. В итоге группа посчитала, что гомоэротический подтекст песни стал слишком разреженным, поэтому решили не выпускать её, а оставить оригинальную версию.